# Burrillia globulifera
Burrillia globulifera är en svampart som beskrevs av Davis 1896. Burrillia globulifera ingår i släktet Burrillia och familjen Doassansiaceae.   Inga underarter finns listade i Catalogue of Life.